# Type 96 Multi-Purpose Missile System
Il Type 96 Multi-Purpose Missile System (96式多目的誘導弾システム?, Kyūroku shiki tamoku teki yūdōdan shisutemu) è un missile multiuso impiegato nel ruolo anticarro e antinave entrato in servizio nella JGSDf nel 1996.
Il missile è anche noto come ATM-4 e con la sigla abbreviata Type 96 MPMS.

## Sviluppo
Gli studi e le ricerche che portarono allo sviluppo del Type 96 MPMS iniziarono nel 1986, su iniziativa dei comandi della JGSDF.  Fu scelta Kawasaki Heavy Industries come azienda principale per la costruzione, in virtù della sua esperienza nel settore, coadiuvata da NEC per la realizzazione delle parti che compongono il sensore. Il sistema entrò in servizio nel 1996.

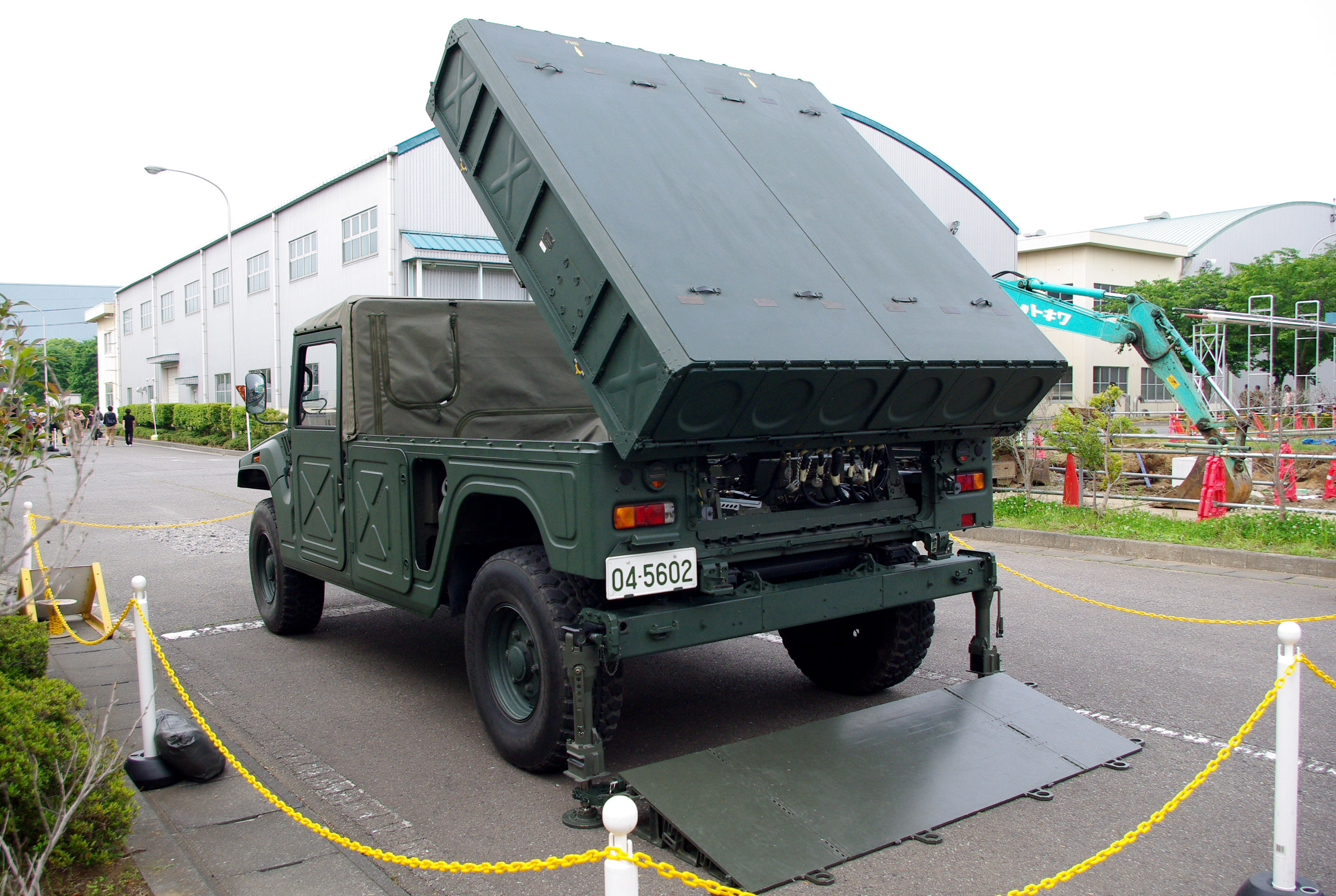
Il veicolo lanciatore del sistema Type 96 MPMS visto da dietro.

## Caratteristiche
Il missile è lungo 2 metri, ha un diametro di 16 cm, pesa 60 kg, ed è spinto da un razzo a combustibile solido che gli garantisce una gittata di circa 25 km.

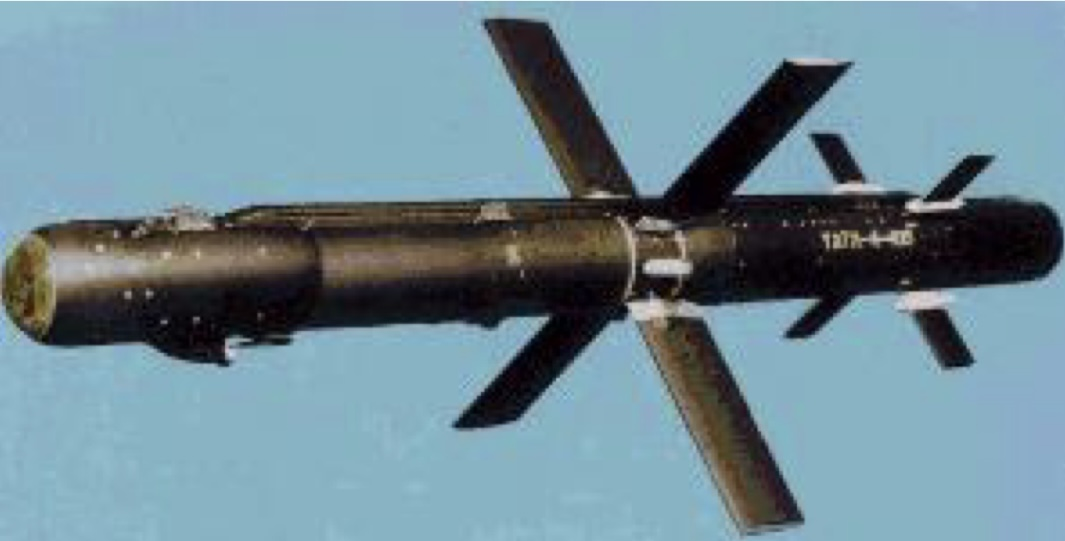
Il missile Type 96 con le ali aperte.

La grossa testata bellica è dotata di una spoletta regolabile, così da programmare un ritardo quando attraversa le armature composite, oppure per adeguarla al differente tipo di bersaglio. 
Il sistema di guida è  TVM (Track Via Missile), e utilizza un cavo in fibra ottica che trasmette i dati all'operatore e consente di controllare il missile.  Il sensore montato sulla testa del missile è IIR (Imaging Infrared), basato sull'elaborazione elettronica di immagini all'infrarosso. L'operatore può vedere le immagini inquadrate dal missile e apportare le necessarie modifiche alla traiettoria. 

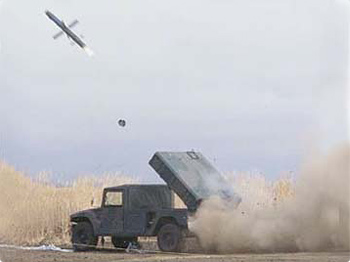
Lancio di un Type 96 MPMS.

Il Type 96 MPMS ha capacità distruttive notevoli grazie alla grossa testata bellica, e può essere impiegato contro carri armati e veicoli blindati, ma anche contro navi e mezzi da sbarco, e perfino contro gli elicotteri. 
Viene trasportato e lanciato da un veicolo Kōkidōsha, una versione militare del fuoristrada Toyota Mega Cruiser.